# Philippe Le Hardy de Beaulieu
Philippe Le Hardy de Beaulieu (* 1887; † 1942) war ein belgischer Fechter.

## Leben
Philippe Le Hardy de Beaulieu nahm an zwei Olympischen Spielen teil. Zuvor stand er in der belgischen Delegation bei den Olympischen Zwischenspielen 1906 in Athen und gewann beim Mannschaftswettbewerb mit dem Degen die Bronzemedaille. 1912 in Stockholm landete er im Einzel mit 4:3 Siegen ebenfalls auf dem Bronzerang. Mit der Säbel-Mannschaft wurde er derweil Fünfter. Bei den Olympischen Spielen 1920 in Antwerpen trat er lediglich im Mannschaftswettbewerb der Degenfechter an. Mit der belgischen Equipe erreichte er die Finalrunde, wo sie lediglich gegen Italien das Nachsehen hatte und die Silbermedaille gewann.
Le Hardy de Beaulieu trug den Titel eines Vicomte.